# 克利爾克里克鎮區 (阿肯色州溫泉縣)
克利爾克里克鎮區（英語：Clear Creek Township）是位於美國阿肯色州溫泉縣的一個行政鎮區。

## 地方資料
克利爾克里克鎮區的面積為81.51平方千米，當中陸地面積為81.49平方千米，而水域面積為0.02平方千米。根據2010年美國人口普查的數據，當地共有人口392人，而人口密度為每平方千米4.81人。